# Torneio de Wimbledon de 2010
O Torneio de Wimbledon de 2010 foi um torneio de tênis disputado nas quadras de grama do All England Lawn Tennis and Croquet Club, no bairro de Wimbledon, em Londres, no Reino Unido, entre 21 de junho e 4 de julho. Corresponde à 43ª edição da era aberta e à 124ª de todos os tempos.

## Finais

### Profissional
| Categoria | Evento    | Campeã(s)(o/ões)                 | Vice-campeã(s)(o/ões)        | Resultado     | Chave(s)  | Chave(s)       |
| --------- | --------- | -------------------------------- | ---------------------------- | ------------- | --------- | -------------- |
| Simples   | Masculino | Rafael Nadal                     | Tomáš Berdych                | 6–3, 7–5, 6–4 | principal | qualificatório |
| Simples   | Feminino  | Serena Williams                  | Vera Zvonareva               | 6–3, 6–2      | principal | qualificatório |
| Duplas    | Masculino | Jürgen Melzer Philipp Petzschner | Robert Lindstedt Horia Tecău | 6–1, 7–5, 7–5 | principal | qualificatório |
| Duplas    | Feminino  | Vania King Yaroslava Shvedova    | Elena Vesnina Vera Zvonareva | 7–66, 6–2     | principal | qualificatório |
| Duplas    | Misto     | Leander Paes Cara Black          | Wesley Moodie Lisa Raymond   | 6–4, 7–65     | principal | principal      |

### Juvenil
| Categoria | Evento    | Campeã(s)(o/ões)            | Vice-campeã(s)(o/ões)             | Resultado      | Chave(s)  | Chave(s)       |
| --------- | --------- | --------------------------- | --------------------------------- | -------------- | --------- | -------------- |
| Simples   | Masculino | Márton Fucsovics            | Benjamin Mitchell                 | 6–4, 6–4       | principal | qualificatório |
| Simples   | Feminino  | Kristýna Plíšková           | Sachie Ishizu                     | 6–3, 4–6, 6–4  | principal | qualificatório |
| Duplas    | Masculino | Liam Broady Tom Farquharson | Lewis Burton George Morgan        | 7–64, 6–4      | principal | principal      |
| Duplas    | Feminino  | Tímea Babos Sloane Stephens | Irina Khromacheva Elina Svitolina | 76–7, 6–2, 6–2 | principal | principal      |

### Cadeirante
| Categoria | Evento    | Campeã(s)(o/ões)               | Vice-campeã(s)(o/ões)          | Resultado | Chave     |
| --------- | --------- | ------------------------------ | ------------------------------ | --------- | --------- |
| Duplas    | Masculino | Robin Ammerlaan Stefan Olsson  | Stéphane Houdet Shingo Kunieda | 6–4, 7–64 | principal |
| Duplas    | Feminino  | Esther Vergeer Sharon Walraven | Daniela Di Toro Lucy Shuker    | 6–2, 6–3  | principal |

### Outros eventos
| Categoria         | Evento           | Campeã(s)(o/ões)                 | Vice-campeã(s)(o/ões)             | Resultado | Chave     |           |
| ----------------- | ---------------- | -------------------------------- | --------------------------------- | --------- | --------- | --------- |
| Duplas convidadas | Masculino sênior | Pat Cash Mark Woodforde          | Jeremy Bates Anders Järryd        | 6–2, 7–65 | principal | principal |
| Duplas convidadas | Masculino        | Donald Johnson Jared Palmer      | Wayne Ferreira Yevgeny Kafelnikov | 6–3, 6–2  | principal | principal |
| Duplas convidadas | Feminino         | Martina Navrátilová Jana Novotná | Tracy Austin Kathy Rinaldi        | 7–5, 6–0  | principal | principal |